# Осаму Шимомура
Осаму Шимомура (јап. 下村 脩; Кјото, 27. август 1928 — 19. октобар 2018) био је јапански научник који се бави органском хемијом и биологијом мора. Награђен је Нобеловом наградом за хемију 2008. године, за откриће зеленог флуоресцентног протеина, заједно са америчким колегама Мартином Чалфијем и Роџером Ченом.

## Биографија
Током детињства се доста селио, јер му је отац био официр. Други светски рат га затиче у Нагасакију, где је породица тада живела - сведок је бацања атомске бомбе на град. Докторирао је на катедри за органску хемију Универзитета у Нагасакију, а радио је као професор у пензији (енгл. Professor Emeritus) у Лабораторији за биологију мора у Масачусетсу, у САД. Његов син, Цутому Шимомура, бави се безбедношћу у компјутерским системима, а ћерка Саши Шимомура је (универзитетски) професор књижевности.
Преминуо је 19. октобра 2018. године. Имао је 90 година.

## Награде
- (2004)
- (2005)
- (2006)
- Нобелова награда (2008)